# Pier Miranda Ferraro
Pier Miranda Ferraro, nome d'arte di Pietro Ferraro (Altivole, 30 ottobre 1924 – Milano, 18 gennaio 2008), è stato un tenore italiano.

## Biografia
Studiò al Conservatorio Benedetto Marcello di Venezia con Mirko Bonomi e al Conservatorio Giuseppe Verdi di Milano con Aureliano Pertile, debuttando nel 1951 al Teatro Nuovo della stessa città ne La bohème.
Nel medesimo anno, ne L'osteria portoghese di Cherubini, esordì alla Scala, dove riapparve dal '58 al '60 e dal '70 al '72. Calcò inoltre i palcoscenici dei più importanti teatri italiani (Teatro dell'Opera di Roma, Maggio Musicale Fiorentino, Teatro San Carlo di Napoli, La Fenice di Venezia, Teatro Massimo di Palermo ecc,) ed europei (Royal Opera House di Londra, Parigi, Lisbona ed altri). Pur svolgendo la maggior parte della carriera in Europa, apparve anche in Nordamerica (New York City Opera, San Francisco Opera, Philadelphia) e Sudamerica (Buenos Aires).
Il repertorio fu di tenore lirico-spinto e drammatico, includendo Otello (che fu uno dei titoli preferiti eseguito in circa 300 recite), Ernani, Il trovatore, La forza del destino, Aida, Don Carlo, La Gioconda, Turandot, Tosca, Carmen; un cenno particolare merita il ruolo di Gualtiero ne Il pirata, eseguito alla Carnegie Hall nel 1958 accanto a Maria Callas.
Chiuse la carriera a Lecco nel 1981 con Otello, cui seguì un incidente stradale che lo costrinse al ritiro. Successivamente svolse un'importante attività di docente per molti anni presso il conservatorio di Milano.

## Repertorio
| Ruolo              | Titolo                  | Autore      |
| ------------------ | ----------------------- | ----------- |
| Gualtiero          | Il pirata               | Bellini     |
| Don José           | Carmen                  | Bizet       |
| Don Carlo          | L'osteria portoghese    | Cherubini   |
| Achille            | Ifigenia in Aulide      | Gluck       |
| Guglielmo Ratcliff | Guglielmo Ratcliff      | Mascagni    |
| Folco              | Isabeau                 | Mascagni    |
| Enzo Grimaldo      | La Gioconda             | Ponchielli  |
| Des Grieux         | Manon Lescaut           | Puccini     |
| Rodolfo            | La bohème               | Puccini     |
| Mario Cavaradossi  | Tosca                   | Puccini     |
| Dick Johnson       | La fanciulla del West   | Puccini     |
| Calaf              | Turandot                | Puccini     |
| Amenofi            | Mosè in Egitto          | Rossini     |
| Sansone            | Sansone e Dalila        | Saint-Saëns |
| Ernani             | Ernani                  | Verdi       |
| Arrigo             | La battaglia di Legnano | Verdi       |
| Manrico            | Il trovatore            | Verdi       |
| Arrigo             | I vespri siciliani      | Verdi       |
| Riccardo           | Un ballo in maschera    | Verdi       |
| Don Alvaro         | La forza del destino    | Verdi       |
| Don Carlo          | Don Carlo               | Verdi       |
| Radamès            | Aida                    | Verdi       |
| Otello             | Otello                  | Verdi       |
| Cola Rienzi        | Rienzi                  | Wagner      |

## Discografia

### Incisioni in studio
- La Gioconda, con Maria Callas, Piero Cappuccilli, Fiorenza Cossotto, Ivo Vinco, dir. Antonino Votto - Columbia/EMI 1959

### Registrazioni dal vivo
- La forza del destino, con Anita Cerquetti, Aldo Protti, Boris Christoff, dir. Nino Sanzogno - RAI-Roma 1957 ed. CBS-Sony/Bongiovanni/Myto
- Carmen, con Jean Madeira, Cesy Broggini, Giuseppe Taddei, dir. Thomas Beecham - Buenos Aires 1958 ed. Melodram
- Il pirata, con Maria Callas, Costantino Ego, Chester Watson, dir. Nicola Rescigno - Carnegie Hall 1958 ed. EMI
- I vespri siciliani, con Margherita Roberti, Aldo Protti, Plinio Clabassi, dir. Antonino Votto - Trieste 1959 ed. Bongiovanni
- Aida, con Birgit Nilsson, Giulietta Simionato, Cornell MacNeil, Nicolai Ghiaurov, dir. Nino Sanzogno - La Scala 1960 ed. Charles Handelman
- Isabeau, con Marcella Pobbe, Renata Davini, Anna Lia Bazzani, dir. Tullio Serafin - Sanremo 1962 ed. Bongiovanni/Gala
- Guglielmo Ratcliff, con Ferruccio Mazzoli, Renata Mattioli, dir. Armando La Rosa Parodi - RAI-Roma 1963 ed. Cetra/Nuova Era/Opera D'Oro
- La fanciulla del west, con Antonietta Stella, Giangiacomo Guelfi, dir. Oliviero De Fabritiis - Venezia 1966 ed. Mondo Musica
- Isabeau, con Marcella Pobbe, Nicoletta Cilento Anna Assandri, dir. Ugo Rapalo - Napoli 1972 ed. MRF
- Aida, con Marisa Galvany, Joann Grillo, Louis Quilico, Ezio Flagello, dir. Gianfranco Rivoli - Philadelphia 1973 ed. Charles Handelman

### DVD
- Otello, con Tito Gobbi, dir. Nino Sanzogno - Venezia, Cortile del Palazzo Ducale, 6 agosto 1966, ripresa Rai - DVD Raitrade, Ina, Associazione Tito Gobbi